# San Juan (tỉnh Argentina)
San Juan là một tỉnh nằm ở phía tây Argentina. Tỉnh này giáp ranh với các tỉnh: La Rioja, San Luis và Mendoza. Tỉnh này cũng giáp với các vùng Coquimbo và Atacama của Chile về phía tây.

## Liên kết
- Official page (Spanish)
- Tourist office Lưu trữ ngày 31 tháng 5 năm 2011 tại Wayback Machine (Spanish)
- San Juan Tourist guide (English - Spanish - Deutsch)
- Universidad Nacional de San Juan Lưu trữ ngày 7 tháng 12 năm 2020 tại Wayback Machine (Spanish)
- Diario de Cuyo (Newspaper - Spanish)
- CuyoNoticias (digital newspaper - Spanish-English)